# Plantago fengdouensis
Plantago fengdouensis là một loài thực vật có hoa trong họ Mã đề. Loài này được (Z.E. Zhao & Y. Wang) Y. Wang & Z.Y. Li mô tả khoa học đầu tiên năm 2004.